# Élections municipales de 2021 dans La Haute-Gaspésie
Pour un article plus général, voir Élections municipales de 2021 en Gaspésie–Îles-de-la-Madeleine.
Cet article concerne les élections municipales de 2021 en Gaspésie–Îles-de-la-Madeleine dans la municipalité régionale de comté de La Haute-Gaspésie.

## Cap-Chat
|             | Élection (2017)                                                                            | Dissolution (2021)                                                                         | Élection (2021)                                                                                   |
| Maire       | Marie Gratton                                                                              | Marie Gratton                                                                              | Marcel Soucy                                                                                      |
| Conseillers | Jean-Marc Lemieux Renald Roy Simon Landry Richard Émond Jacinthe Côté Louis-Seize Sergerie | Jean-Marc Lemieux Renald Roy Simon Landry Richard Émond Jacinthe Côté Louis-Seize Sergerie | Jean-Marc Lemieux Renald Roy Marie-Eve Godbout Régis Soucy Jacinthe Côté Mathieu-Olivier St-Louis |

| Taux de participation :                | Taux de participation :                | Taux de participation :                | Taux de participation :                | Taux de participation :                | 55,5 % |
| Nombre de votes valides :              | Nombre de votes valides :              | Nombre de votes valides :              | Nombre de votes valides :              | Nombre de votes valides :              | 1 194  |
| Nombre de votes rejetées à la mairie : | Nombre de votes rejetées à la mairie : | Nombre de votes rejetées à la mairie : | Nombre de votes rejetées à la mairie : | Nombre de votes rejetées à la mairie : | 15     |
| Nombre d'électeurs inscrits :          | Nombre d'électeurs inscrits :          | Nombre d'électeurs inscrits :          | Nombre d'électeurs inscrits :          | Nombre d'électeurs inscrits :          | 2 178  |

| Candidats pour la mairie | Vote | %     |
| ------------------------ | ---- | ----- |
| Marcel Soucy             | 587  | 49,16 |
| Guillaume Bérubé         | 401  | 33,58 |
| Maxime Blanchette        | 206  | 17,25 |

| Candidats conseiller #1     | Vote | %     |
| --------------------------- | ---- | ----- |
| Jean-Claude Gaudreau        | 685  | 58,80 |
| Jean-Marc Lemieux (Sortant) | 480  | 41,20 |

| Candidats conseiller #2 | Vote | %     |
| ----------------------- | ---- | ----- |
| Renald Roy (Sortant)    | 603  | 51,72 |
| Rosaire Chrétien        | 563  | 48,28 |

| Candidats conseiller #3 | Vote | %     |
| ----------------------- | ---- | ----- |
| Marie-Eve Godbout       | 657  | 55,30 |
| Marco St-Gelais         | 531  | 44,70 |

| Candidats conseiller #4                 | Vote | %     |
| --------------------------------------- | ---- | ----- |
| Régis Soucy                             | 679  | 57,89 |
| Simon Landry (Sortant d'un autre poste) | 494  | 42,11 |

| Candidats conseiller #5 | Vote | %     |
| ----------------------- | ---- | ----- |
| Jacinthe Côté           | 927  | 77,64 |
| Dominic Lippé           | 267  | 22,36 |

| Candidats conseiller #6  | Vote | %     |
| ------------------------ | ---- | ----- |
| Mathieu-Olivier St-Louis | 700  | 58,97 |
| Sergerie Louis-Seize     | 487  | 41,03 |

## La Martre
|             | Élection (2017)                                                                                 | Dissolution (2021)                                                                                    | Élection (2021)                                                                                              |
| Maire       | Yves Sohier                                                                                     | Yves Sohier                                                                                           | Yves Sohier                                                                                                  |
| Conseillers | Edith Gagné Lynn Beaulieu Marie-Laure Rioux Lynda Dion Marlène Laflamme Miville Louise Lévesque | Rémy-Richard Leclerc Mélodie Chesnel Marie-Laure Rioux Guylaine Marin Félix Labrecque Louise Lévesque | Valérie Bertrand-Lemay Rémy-Richard Leclerc Marie-Laure Rioux Guylaine Marin Valérie Allard Marc-André Dinel |

| Candidats pour la mairie | Vote            | %               |
| ------------------------ | --------------- | --------------- |
| Yves Sohier (Sortant)    | Sans opposition | Sans opposition |

| Candidats conseiller #1 | Vote            | %               |
| ----------------------- | --------------- | --------------- |
| Valérie Bertrand-Lemay  | Sans opposition | Sans opposition |

| Candidats conseiller #2 | Vote | %     |
| ----------------------- | ---- | ----- |
| Rémy-Richard Leclerc    | 67   | 74,44 |
| Moïze Brochu            | 23   | 25,56 |

| Candidats conseiller #3     | Vote            | %               |
| --------------------------- | --------------- | --------------- |
| Marie-Laure Rioux (Sortant) | Sans opposition | Sans opposition |

| Candidats conseiller #4   | Vote            | %               |
| ------------------------- | --------------- | --------------- |
| Guylaine Marin (Sortante) | Sans opposition | Sans opposition |

| Candidats conseiller #5 | Vote            | %               |
| ----------------------- | --------------- | --------------- |
| Valérie Allard          | Sans opposition | Sans opposition |

| Candidats conseiller #6 | Vote            | %               |
| ----------------------- | --------------- | --------------- |
| Marc-André Dinel        | Sans opposition | Sans opposition |

- Départ de Valérie Allard, conseillère #5, en août 2022[1].

- Élection de Philippe Achaintre au poste de conseiller #5 le 11 juin 2023[2].

| Candidats conseiller #5 | Vote     | %     |
| ----------------------- | -------- | ----- |
| Philippe Achaintre      | 67       | 73,63 |
| Catherine Bouchard      | 24       | 26,37 |
| Bulletins rejetés       | 1        |       |
| Taux de participation   | 92 / 197 | 46,70 |

## Marsoui
|             | Élection (2017)                                                                                  | Dissolution (2021) | Élection (2021)                                                                                     |
| Maire       | Ghislain Deschenes                                                                               | Ghislain Deschenes | Renée Gasse                                                                                         |
| Conseillers | Claudine Sohier Gino Daraiche Isabelle L'Italien Christian Desrosiers Charles Ball Gérald Paquet |                    | Renaud Pelletier Réjean Garneau Isabelle L'Italien Jean-Sébastien Gagné Joannie Dion Réjean Leclerc |

| Taux de participation :                | Taux de participation :                | Taux de participation :                | Taux de participation :                | Taux de participation :                | 77,9 % |
| Nombre de votes valides :              | Nombre de votes valides :              | Nombre de votes valides :              | Nombre de votes valides :              | Nombre de votes valides :              | 207    |
| Nombre de votes rejetées à la mairie : | Nombre de votes rejetées à la mairie : | Nombre de votes rejetées à la mairie : | Nombre de votes rejetées à la mairie : | Nombre de votes rejetées à la mairie : | 8      |
| Nombre d'électeurs inscrits :          | Nombre d'électeurs inscrits :          | Nombre d'électeurs inscrits :          | Nombre d'électeurs inscrits :          | Nombre d'électeurs inscrits :          | 276    |

| Candidats pour la mairie     | Vote | %     |
| ---------------------------- | ---- | ----- |
| Renée Gasse                  | 108  | 52,17 |
| Ghislain Deschênes (Sortant) | 99   | 47,83 |

| Candidats conseiller #1    | Vote            | %               |
| -------------------------- | --------------- | --------------- |
| Renaud Pelletier (Sortant) | Sans opposition | Sans opposition |

| Candidats conseiller #2  | Vote            | %               |
| ------------------------ | --------------- | --------------- |
| Réjean Garneau (Sortant) | Sans opposition | Sans opposition |

| Candidats conseiller #3       | Vote            | %               |
| ----------------------------- | --------------- | --------------- |
| Isabelle L'Italien (Sortante) | Sans opposition | Sans opposition |

| Candidats conseiller #4 | Vote | %     |
| ----------------------- | ---- | ----- |
| Jean-Sébastien Gagné    | 122  | 57,01 |
| Sylvie Vallée           | 92   | 42,99 |

| Candidats conseiller #5 | Vote | %     |
| ----------------------- | ---- | ----- |
| Joannie Dion            | 131  | 64,85 |
| Jean-Pierre Couturier   | 71   | 35,15 |

| Candidats conseiller #6 | Vote | %     |
| ----------------------- | ---- | ----- |
| Réjean Leclerc          | 117  | 55,45 |
| Paule Rioux             | 94   | 44,55 |

- Des appels de candidatures ont lieu en vue d'une élection partielle pour le poste de conseiller #2 le 8 mai 2022 et pour le poste de conseiller #3 le 4 juin 2022.

- Décès de Réjean Leclerc, conseiller #6, le 8 juin 2023.

## Mont-Saint-Pierre
|             | Élection (2017)                                                                                         | Dissolution (2021)                                                                     | Élection (2021)                                                                           |
| Maire       | Magella Emond                                                                                           | Magella Emond                                                                          | Magella Emond                                                                             |
| Conseillers | André Daraiche Jeanne-Louise Gasse Charles Bossé Scantland Alain Gagnon Claude Cloutier Yannick Ouellet | André Daraiche Jeanne-Louise Gasse Vacant Alain Gagnon Claude Cloutier Yannick Ouellet | André Daraiche Marise Ouellet Madone Mercier Alain Gagnon Claude Cloutier Yannick Ouellet |

| Candidats pour la mairie | Vote            | %               |
| ------------------------ | --------------- | --------------- |
| Magella Émond (Sortant)  | Sans opposition | Sans opposition |

| Candidats conseiller #1  | Vote            | %               |
| ------------------------ | --------------- | --------------- |
| André Daraiche (Sortant) | Sans opposition | Sans opposition |

| Candidats conseiller #2 | Vote            | %               |
| ----------------------- | --------------- | --------------- |
| Marise Ouellet          | Sans opposition | Sans opposition |

| Candidats conseiller #3 | Vote            | %               |
| ----------------------- | --------------- | --------------- |
| Madone Mercier          | Sans opposition | Sans opposition |

| Candidats conseiller #4 | Vote            | %               |
| ----------------------- | --------------- | --------------- |
| Alain Gagnon (Sortant)  | Sans opposition | Sans opposition |

| Candidats conseiller #5   | Vote            | %               |
| ------------------------- | --------------- | --------------- |
| Claude Cloutier (Sortant) | Sans opposition | Sans opposition |

| Candidats conseiller #6   | Vote            | %               |
| ------------------------- | --------------- | --------------- |
| Yannick Ouellet (Sortant) | Sans opposition | Sans opposition |

- Démission de Madone Mercier, conseillère #3, avant le 5 octobre 2023[3].

- Élection partielle au poste de conseiller #3 le 3 mars 2024.

## Rivière-à-Claude
|             | Élection (2017)                                                                                     | Dissolution (2021) | Élection (2021)                                                                                      |
| Maire       | Réjean Normand                                                                                      | Réjean Normand     | Réjean Normand                                                                                       |
| Conseillers | Johanne Castonguay Ninon Rioux Donald Boucher Dominique Auclair Azilda Minville Jean-Marie Therrien |                    | Johanne Castonguay Robert Castonguay Allen Tremblay À déterminer Martin Barrette Jean-Marie Therrien |

| Candidats pour la mairie | Vote            | %               |
| ------------------------ | --------------- | --------------- |
| Réjean Normand (Sortant) | Sans opposition | Sans opposition |

| Candidats conseiller #1       | Vote            | %               |
| ----------------------------- | --------------- | --------------- |
| Johanne Castonguay (Sortante) | Sans opposition | Sans opposition |

| Candidats conseiller #2 | Vote            | %               |
| ----------------------- | --------------- | --------------- |
| Roberge Castonguay      | Sans opposition | Sans opposition |

| Candidats conseiller #3 | Vote            | %               |
| ----------------------- | --------------- | --------------- |
| Allen Tremblay          | Sans opposition | Sans opposition |

| Candidats conseiller #4 | Vote | %     |
| ----------------------- | ---- | ----- |
| Dominique Auclair       | 56   | 50,00 |
| Jacynthe Castonguay     | 56   | 50,00 |
| Égalité                 |      |       |

| Candidats conseiller #5    | Vote | %     |
| -------------------------- | ---- | ----- |
| Martin Barrette            | 81   | 71,68 |
| Azilda Minville (Sortante) | 32   | 28,32 |

| Candidats conseiller #6       | Vote | %     |
| ----------------------------- | ---- | ----- |
| Jean-Marie Therrien (Sortant) | 62   | 57,41 |
| Michel Bernatchez             | 46   | 42,59 |

## Saint-Maxime-du-Mont-Louis
|             | Élection (2017)                                                                           | Dissolution (2021)                                                                 | Élection (2021)                                                                           |
| Maire       | Guy Bernatchez                                                                            | Guy Bernatchez                                                                     | Claude Bélanger                                                                           |
| Conseillers | Mark Boucher Dany Bergeron Sylvie Mercier Stéphane Cleary Claude Bélanger Renaud Robinson | Mark Boucher Vacant Sylvie Mercier Stéphane Cleary Claude Bélanger Renaud Robinson | Mark Boucher Vincent Daraîche Tim Robinson Stéphane Cleary Daniel Boucher Renaud Robinson |

| Candidats pour la mairie                   | Vote            | %               |
| ------------------------------------------ | --------------- | --------------- |
| Claude Bélanger (Sortant d'un autre poste) | Sans opposition | Sans opposition |

| Candidats conseiller #1 | Vote            | %               |
| ----------------------- | --------------- | --------------- |
| Mark Boucher (Sortant)  | Sans opposition | Sans opposition |

| Candidats conseiller #2 | Vote | %     |
| ----------------------- | ---- | ----- |
| Vincent Daraîche        | 328  | 74,55 |
| Jacques Lebreux         | 112  | 25,45 |

| Candidats conseiller #3 | Vote | %     |
| ----------------------- | ---- | ----- |
| Tim Robinson            | 311  | 70,52 |
| Ronald Fournier         | 130  | 29,48 |

| Candidats conseiller #4   | Vote            | %               |
| ------------------------- | --------------- | --------------- |
| Stéphane Cleary (Sortant) | Sans opposition | Sans opposition |

| Candidats conseiller #5 | Vote            | %               |
| ----------------------- | --------------- | --------------- |
| Daniel Boucher          | Sans opposition | Sans opposition |

| Candidats conseiller #6   | Vote            | %               |
| ------------------------- | --------------- | --------------- |
| Renaud Robinson (Sortant) | Sans opposition | Sans opposition |

## Sainte-Anne-des-Monts
|             | Élection (2017)                                                                                  | Dissolution (2021)                                                                        | Élection (2021)                                                                               |
| Maire       | Simon Deschênes                                                                                  | Simon Deschênes                                                                           | Simon Deschênes                                                                               |
| Conseillers | Charles Soucy Ariane Lévesque Marc Portelance Simon Pelletier Benoit Thibault Jacques Létourneau | Vacant Ariane Lévesque Marc Portelance Simon Pelletier Benoit Thibault Jacques Létourneau | Myriam Belley Ariane Lévesque Simon Lemieux Simon Pelletier Richard Bujold Jacques Létourneau |

| Candidats pour la mairie  | Vote            | %               |
| ------------------------- | --------------- | --------------- |
| Simon Deschênes (Sortant) | Sans opposition | Sans opposition |

| Candidats district des Montagnes (1) | Vote | %     |
| ------------------------------------ | ---- | ----- |
| Myriam Belley                        | 75   | 56,39 |
| Marc-Olivier Kenney                  | 58   | 43,61 |

| Candidats district des Ruisseaux (2) | Vote            | %               |
| ------------------------------------ | --------------- | --------------- |
| Ariane Lévesque (Sortante)           | Sans opposition | Sans opposition |

| Candidats district du Cap (3) | Vote | %     |
| ----------------------------- | ---- | ----- |
| Simon Lemieux                 | 209  | 50,98 |
| Marc Portelance               | 201  | 49,02 |

| Candidats district de la Rivière (4) | Vote            | %               |
| ------------------------------------ | --------------- | --------------- |
| Simon Pelletier (Sortant)            | Sans opposition | Sans opposition |

| Candidats district du Faubourg (5) | Vote | %     |
| ---------------------------------- | ---- | ----- |
| Richard Bujold                     | 235  | 62,33 |
| Benoit Thibault (Sortant)          | 142  | 37,67 |

| Candidats district de l'Anse (6) | Vote            | %               |
| -------------------------------- | --------------- | --------------- |
| Jacques Létourneau (Sortant)     | Sans opposition | Sans opposition |

## Sainte-Madeleine-de-la-Rivière-Madeleine
|             | Élection (2017)                                                                                                 | Dissolution (2021)                                                                                      | Élection (2021) |
| Maire       | Joël Côté | Joël Côté                                                                                               | Joël Côté |
| Conseillers | Noëlla Goupil-Daraiche Albini Fournier Sylvie Langlois Jean-Marc DesRoches Marion Boucher Jean-François Synnett | Noëlla Goupil-Daraiche Albini Fournier Sylvie Langlois Jean-Marc DesRoches Vacant Jean-François Synnett | Noëlla Goupil-Daraiche Albiny Fournier Sylvie Langlois Jean-Marc DesRoches Anna-Kim Fournier Jean-François Synnett |

| Candidats pour la mairie | Vote            | %               |
| ------------------------ | --------------- | --------------- |
| Joël Côté (Sortant)      | Sans opposition | Sans opposition |

| Candidats conseiller #1 | Vote | %     |
| ----------------------- | ---- | ----- |
| Noëlla Goupil-Daraiche  | 139  | 60,96 |
| Nancy Fournier          | 89   | 39,04 |

| Candidats conseiller #2   | Vote | %     |
| ------------------------- | ---- | ----- |
| Albiny Fournier (Sortant) | 146  | 63,20 |
| Georges Lamoureux Jr.     | 85   | 36,80 |

| Candidats conseiller #3    | Vote            | %               |
| -------------------------- | --------------- | --------------- |
| Sylvie Langlois (Sortante) | Sans opposition | Sans opposition |

| Candidats conseiller #4       | Vote            | %               |
| ----------------------------- | --------------- | --------------- |
| Jean-Marc DesRoches (Sortant) | Sans opposition | Sans opposition |

| Candidats conseiller #5 | Vote | %     |
| ----------------------- | ---- | ----- |
| Anna-Kim Fournier       | 146  | 63,48 |
| Jacques Lévesque        | 84   | 36,52 |

| Candidats conseiller #6         | Vote            | %               |
| ------------------------------- | --------------- | --------------- |
| Jean-François Synnett (Sortant) | Sans opposition | Sans opposition |